# (73923) 1997 MU1
1997 أم يو 1 (ويعرف أيضًا باسم (73923) 1997 أم يو 1 وفق تسمية الكوكب الصغير) (بالإنجليزية: 1997 MU1)‏ هو كويكب ضمن حزام الكويكبات؛ وترتيبه 73923 من حيث الاكتشاف.
اكتُشف هذا الجُرم الفلكي بواسطة Paul G. Comba ‏ في 30 يونيو 1997.

## وصلات خارجية
- (73923) 1997 MU1 في قاعدة بيانات مختبر الدفع النفاث لأجرام النظام الشمسي الصغيرة

- الاكتشاف · مخطط المدار ·  العناصر المدارية · المعلمات المادية

- (73923) 1997 MU1 على موقع ويكي سكاي: DSS2, SDSS, GALEX, IRAS, Hydrogen α, X-Ray, Astrophoto, Sky Map, Articles and images